# أحمد مجان
أحمد مجان (1963-) هو مخترع إماراتي متقاعد من القوات المسلحة الإماراتية. حصل على شهادة الهندسة في اليونان. ويُعد أحمد مجان أول رئيس لجمعية المخترعين الإماراتية
تشمل اختراعاته:
السرج الذكي :لتدريب خيول السباق والذي يحتوي على أجهزة إلكترونية تعمل بالطاقة الشمسية لقياس معدل ضربات قلب الحيوان الذي يتم تدريبه، ووزن الفارس، وبوصلة وجهاز تحديد الموقع، وجهاز لتبريد درجة حرارة جسم الحيوان أثناء التمرين في المناخات الدافئة، وكاميرا خفية.
المصيدة الذكية: أو القفص الذكي يبلغ حجمه 9 أمتار مكعبة حيث يوضع في مكان تردد الطيور ويعمل بالتحكم عن بعد في النهار عبر الهواتف الذكية وفي الليل يعمل تلقائيا بحسب وزن الحيوان الذي يدخل وحسب الوزن المطلوب وفقا لنوع الحيوان المطلوب اصطياده.
الاختراع الخاص بتتبع الحيوانات الاليفة : صنع بالشراكة مع "اي سيجما" الالمانية وتم عرضه في معرض "إينا" الالماني كجهاز متكامل جاهز للاستخدام.
عكّاز ذكي لكبار السن: يعمل على تنبيه العائلات أو سيارات الإسعاف في حالة الطوارئ
خوذة رياضية ذكية :مزودة بنظام ملاحة مدمج يعمل بالطاقة الشمسية لتمكين أي راكب دراجات مصاب من طلب المساعدة

## الجوائز
يزيد عدد ميداليات المخترع العالمية على 40 ميدالية خلال الفترة من 2011 إلى 2018 حيث فازت اختراعاته بما مجموعه أربعة عشر جائزة في معرض الاختراعات البريطاني (جمعية المخترعين البريطانيين) في لندن (2013 ,ست ميداليات)، والمعرض التجاري الدولي للأفكار والاختراعات والمنتجات الجديدة في نورمبرغ (2014 أربع ميداليات)، والمعرض الدولي للاختراعات بجنيف (2015 أربع ميداليات). دخل مجان موسوعة غينيس للأرقام القياسية لبناء أكبر دراجة هوائية في العالم. مجان هو أيضًا أحد الحائزين على جائزة رواد الإمارات في عام 2014.